# Nick Walsh
Nicolas Walsh (30 novembre 1990) è un arbitro di calcio scozzese.

## Carriera
Esordisce in Scottish Premiership il 9 aprile 2016 dirigendo la gara Ross County - Partick Thistle.  Debutta in competizioni UEFA il 12 luglio 2018 dirigendo l'incontro di UEFA Europa League tra ÍBV - Sarpsborg 08 FF.